# Carmen Capiti
Carmen Capiti (eigentlich Nina C. Egli; geboren 1988 in Schattdorf, Kanton Uri) ist eine Schweizer Schriftstellerin. Sie ist bekannt als Autorin von Fantasy, Science-Fiction und Cyberpunk.

## Leben
Carmen Capiti studierte nach einer Latein-Matura Informatik. Seit 2012 arbeitet sie im Bereich IT-Sicherheit. Sie begann schon in frühen Jahren zu schreiben. 2015 erschien ihr Romanerstling Das letzte Artefakt, ein Fantasy-Roman um die Meisterschurkin Arala, die sich auf die Suche nach dem titelgebenden Artefakt macht, das ihr im Kampf gegen ihren Widersacher Zepharis helfen soll. Der Roman wurde 2016 als bestes Debüt für den Phantastik-Literaturpreis Seraph nominiert.
2016 erschien mit Maschinenwahn der erste Band der Maschinen-Trilogie. Der Inhalt: In der Schweiz einer dystopischen Zukunft ist es verboten, gesunde Gliedmaßen durch die mittlerweile immer perfekter und leistungsfähiger gewordenen Prothesen zu ersetzen. Eben damit verdient der Protagonist Samuel in einer illegalen Arztpraxis in Zürich sein Geld. Bis eines Tages etwas schiefgeht. 
Auch in den folgenden beiden Bänden geht es um Aspekte der Konsequenzen von Bioengineering, Nanotechnologie und High-Tech-Prothetik für Mensch und Gesellschaft. 2018 beteiligte sie sich mit einem Band am Shared Universe der Space-Opera-Reihe Die neunte Expansion.
2015 gründete Capiti zusammen mit drei weiteren Autorinnen den Verein Schweizer Phantastikautoren. Ausserdem ist sie Mitglied des Phantastik-Autoren-Netzwerks.

## Auszeichnungen
- 2016: Nominierung für den Phantastik-Literaturpreis Seraph in der Kategorie Bestes Debüt[1][2]

## Bibliografie
Maschinen-Trilogie
- 1 Maschinenwahn. E-Book. books2read, Hamburg 2016, ISBN 978-3-7337-8573-4. Printausgabe: BoD, Norderstedt 2017, ISBN 978-3-7431-8863-1.
- 2 Maschinenschmerz. BoD, Norderstedt 2018, ISBN 978-3-7460-9813-5.
- 3 Maschinentod. BoD, Norderstedt 2019, ISBN 978-3-7494-0747-7.

Einzelveröffentlichungen
- Das letzte Artefakt. E-Book. Papierverzierer Verlag, Essen 2015, ISBN 978-3-944544-95-3. Printausgabe: 2018, ISBN 978-3-944544-94-6.
- Die Geister von Ure. E-Book. neopubli, Berlin 2016, ISBN 978-3-7418-0382-6.
- Alte Bekanntschaft (Wächter-Chroniken 7). Papierverzierer Verlag, Essen 2016, ISBN 978-3-95962-506-7.
- D9E – Der Loganische Krieg 3 : Machtwechsel. Wurdack, Nittendorf 2018, ISBN 978-3-95556-142-0.
- Die Aventüren der Bonnie Bahookie. Piper 2022, ISBN 978-3-492-50605-2.

Kurzgeschichte
- Memento. In: Michael Kaufmann, Edy Portmann, Melody Aimée Reymond (Hrsg.): Fiction × Science: Die Vision einer hoffnungsvollen Zukunft. Pako, 2018, ISBN 978-3-907589-02-1.